# Felswand

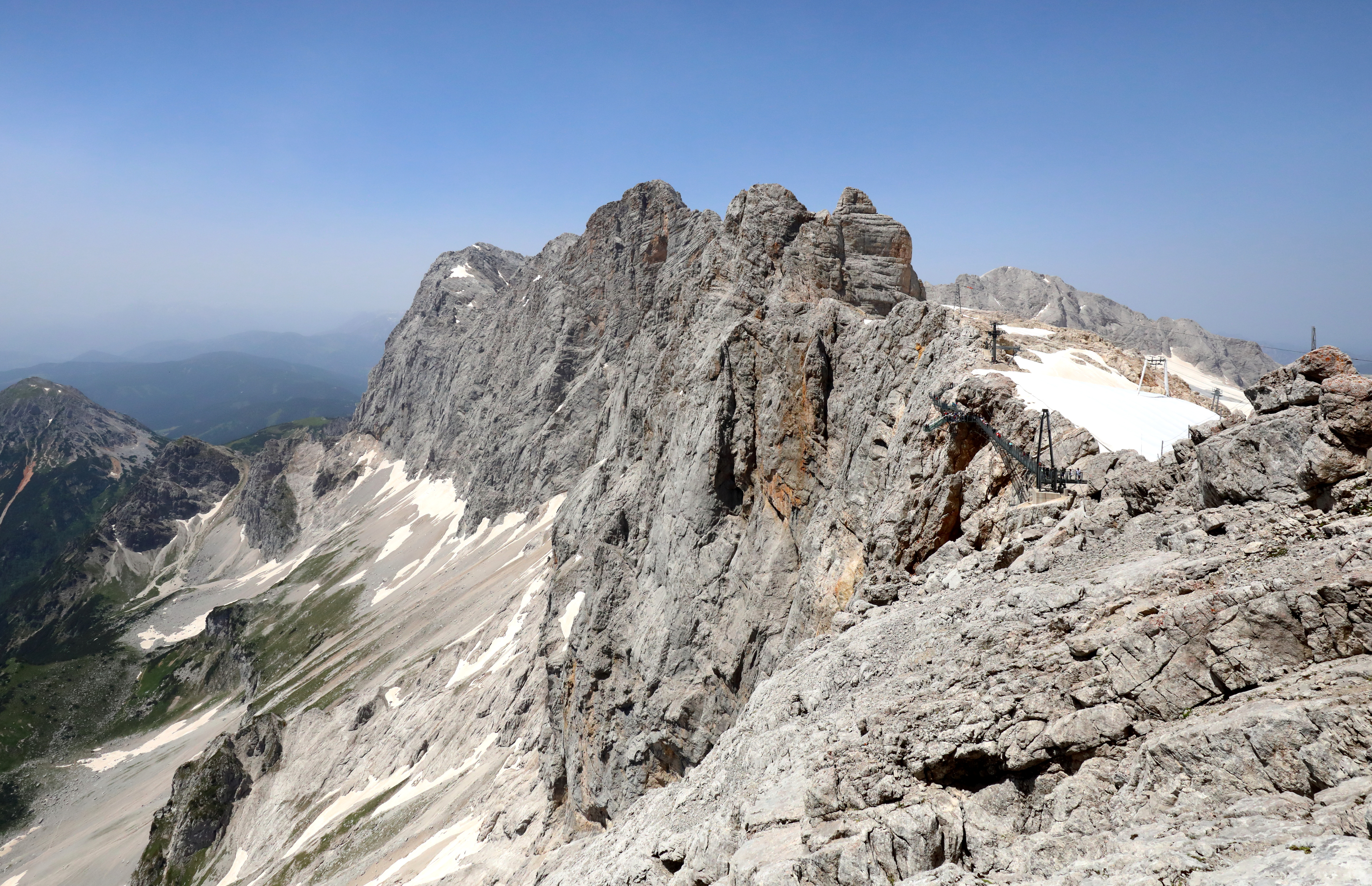
Dachstein-Südwand (v. l. Torstein, Mitterspitz, Hoher Dachstein, Hohes und Niederes Dirndl)

Als Felswand oder Felshang wird eine steile, senkrecht oder überhängend durchgehend felsige Bergflanke bezeichnet, an der anstehendes Festgestein hervortritt. Ihr Neigungswinkel liegt zwischen 65° und 90°, kann aber auch überhängend (größer als 90°) sein.
Die mächtigsten Felswände der Alpen erstrecken sich vertikal über 500 bis 1000 Meter, im Himalaya und in den Anden auch mehr.

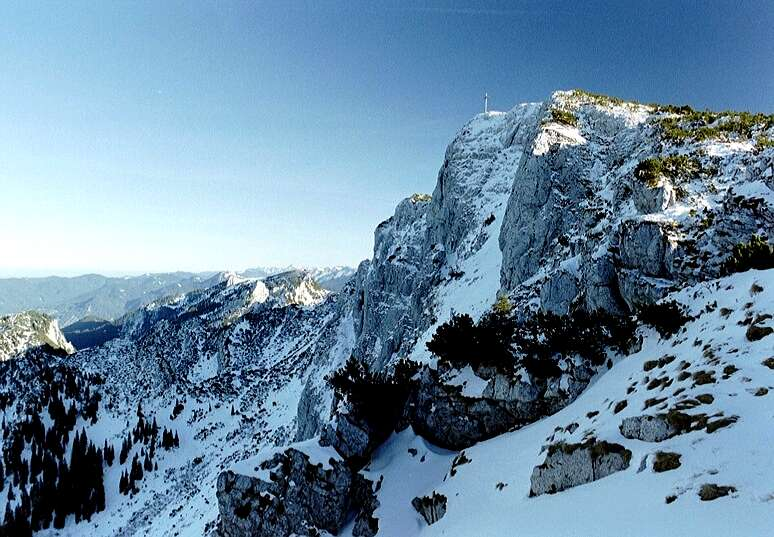
Benediktenwand (Bayern, 1800 m)

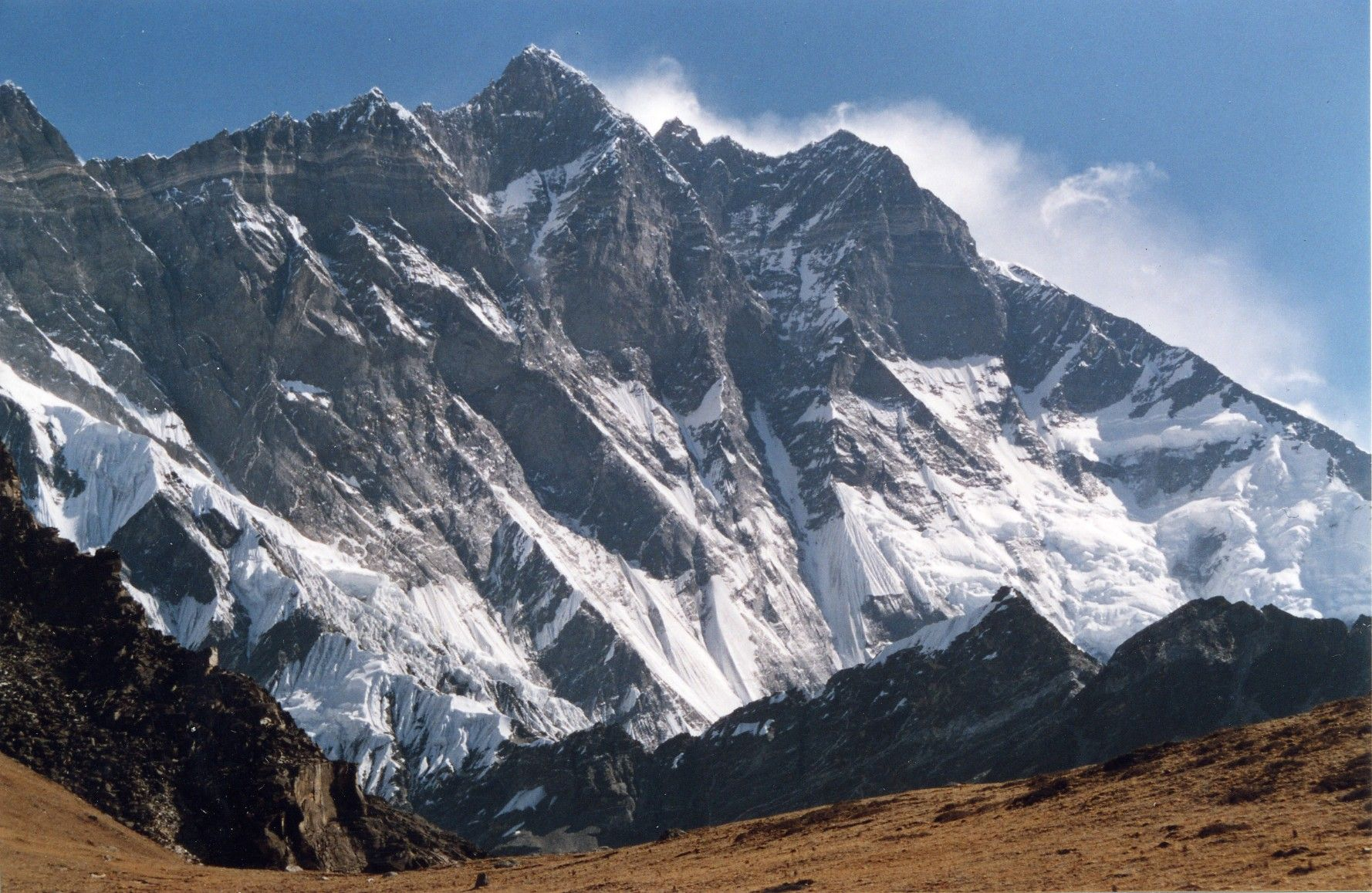
Lhotse-Südwand (Himalaya) vom Chukhung Ri

Berühmte Steilwände der Alpen sind unter anderem die Eiger-Nordwand (Schweiz), die Dachstein-Südwände (Österreich) und die Ostwand der Rosengartenspitze (Südtirol). Als höchste Steilwand der Erde gilt die 4500 m hohe Rupal-Wand am Nanga Parbat.
Am Fuß größerer Felswände lagern sich als Talus meist große Mengen von Gesteinsschutt ab in Form von Schutthalden oder Blockgletschern, der durch ständige Erosion und vereinzelte Bergstürze entsteht.
Die Entstehung von Felswänden ist nicht auf feste, dichte Gesteine wie Granit, Gneis oder Dolomit beschränkt, sondern kann auch bei Schiefer und Sandstein auftreten (zum Beispiel in den Hohen Tauern, an der Loreley und im Elbsandsteingebirge). Ihre Struktur hängt entscheidend von der Umlagerung der Gesteinsschichten bei Faltung und Überschiebung im Zuge der Gebirgsbildung ab, ihre Haltbarkeit unter anderem von den im gewachsenen Fels auftretenden Klüften. Auch manche Löss-Terrassen von Weinbauregionen, die nicht aus gewachsenem Fels bestehen, weisen bis zu zehn Meter hohe Steilhänge auf.
Steile, teilweise überhängende Felsabstürze gibt es ferner in alpinen Schluchten und Klammen, die durch die Erosion des Wassers in tektonisch vorgeprägten Lineamenten entstehen. Verschiedene kleinere Felswände dienen als Übungsobjekt für Kletterer und werden als Klettergärten bezeichnet.
Auch der Planet Mars weist zahlreiche steile Felswände auf, unter anderem im Bereich des großen Canyons Valles Marineris. Mit 20 Kilometern Höhe ist Verona Rupes auf dem Uranusmond Miranda die höchste bekannte Felswand im Sonnensystem.